# 버진 오스트레일리아 홀딩스
버진 오스트레일리아 홀딩스(영어: Virgin Australia Holdings)은 오스트레일리아 퀸즐랜드주의 브리즈번에 본사를 둔 민간 항공 운송업체로 버진 오스트레일리아, 버진 사모아의 모기업에 속한다.

## 역사
2000년 버진 블루로 설립했다. 2001년 에어 뉴질랜드를 소유한 오스트레일리아의 제2의 항공사인 안셋 오스트레일리아를 리처드 브랜슨에게 인수를 제안 했지만 거절했다. 안셋 오스트레일리아가 파산함에 따라 2002년 안셋 오스트레일리아를 대체하기 위해 패트릭 공사와 계약을 했다. 회사의 50% 점유율에 대한 보답으로 패트릭은 자본을 투자해 새로운 주주로부터 하워드 정부와 정치 연결 혜택을 누릴 수있는 것이었고, 또 그린워시 회사가 오스트레일리아의 소유이라고 할 수 있도록 했다. 2003년 버진 그룹의 소장을 판매하는 모색으로 오스트레일리아의 증권 거래소에 제한했다. 2011년 1월 20일 뉴질랜드의 항공사인 에어 뉴질랜드가 버진 오스트레일리아 홀딩스의 지분을 일부 인수했다.